# 홍승로
홍승로(洪承魯, 1895년 6월 14일 ~ 1965년 1월 23일)는 대한민국의 독립운동가이다.

## 생애

### 생애 초기
아호(雅號)는 만당(晩堂)이며 충청도 중원에서 출생하였고 지난날 한때 충청북도 청주에서 잠시 유아기를 보낸 적이 있으며 충청남도 홍성과 경상북도 경주와 경기도 여주를 거쳐 경기도 수원에서 잠시 유년기를 보낸 적이 있다.

### 주요 이력
1920년 일본 도쿄 거류 조선인 고학생 동우회 총무를 역임하였고 이듬해 1921년 시인으로도 등단하였으며 1년 후 1922년부터 이듬해 1923년까지 일본에서 재일 조선인들을 상대로 조선 민족 계몽 연극 운동에 투신하였고 이후 중화민국 장쑤성 상하이 대한민국 임시정부에서 한국독립당 감찰위원을 역임하였다.
1945년 중화민국 푸젠 성 푸저우에서 8·15 조선 광복을 목도한 그는 같은 해 1945년 11월에 귀국하여 이후 1948년 대한민국 정부 수립 시기까지 시인과 사회운동가로 활약하였다.

### 학력
- 1921년 일본 주오 대학교 법학과 학사

### 이외 이력
- 前 한국독립당 감찰위원(1948년 10월 31일 ~ 1949년 12월 15일)
- 前 자유당 감찰위원(1956년 12월 16일 ~ 1957년 12월 21일)

### 사망
그는 1965년 1월 23일, 충청북도 충주에서 향년 71세로 별세하였다.